# Derolus ivorensis
Derolus ivorensis är en skalbaggsart som beskrevs av Pierre Lepesme och Stefan von Breuning 1958. Derolus ivorensis ingår i släktet Derolus och familjen långhorningar.
Artens utbredningsområde är Liberia. Inga underarter finns listade i Catalogue of Life.